# Stefan Warkalla
Stefan Warkalla (Dortmund, 22 de agosto de 1964) es un deportista alemán que compitió en vela en la clase Laser.
Ganó una medalla de plata en el Campeonato Mundial de Laser de 1991 y cuatro medallas en el Campeonato Europeo de Laser entre los años 1988 y 1997. Participó en los Juegos Olímpicos de Atlanta 1996, ocupando el quinto lugar en la clase Laser.

## Palmarés internacional
| \| Campeonato Mundial \| Campeonato Mundial \| Campeonato Mundial \| Campeonato Mundial \| \| Año \| Lugar \| Medalla \| Clase \| \| ------------------ \| --------------------- \| ------------------ \| ------------------ \| \| 1991 \| Porto Carras (Grecia) \| Medalla de plata \| Laser \| \| Campeonato Europeo \| \| \| \| \| Año \| Lugar \| Medalla \| Clase \| \| 1988 \| Ostende (Bélgica) \| Medalla de plata \| Laser \| \| 1992 \| Mariestad (Suecia) \| Medalla de plata \| Laser \| \| 1996 \| Quiberon (Francia) \| Medalla de bronce \| Laser \| \| 1997 \| Cascaes (Portugal) \| Medalla de plata \| Laser \| |                       |                   |       |
| Campeonato Mundial |                       |                   |       |
| Año | Lugar                 | Medalla           | Clase |
| 1991 | Porto Carras (Grecia) | Medalla de plata  | Laser |
| Campeonato Europeo |                       |                   |       |
| Año | Lugar                 | Medalla           | Clase |
| 1988 | Ostende (Bélgica)     | Medalla de plata  | Laser |
| 1992 | Mariestad (Suecia)    | Medalla de plata  | Laser |
| 1996 | Quiberon (Francia)    | Medalla de bronce | Laser |
| 1997 | Cascaes (Portugal)    | Medalla de plata  | Laser |